# Кутергин, Николай Борисович
Николай Борисович Кутергин (род. 20 мая 1969) — российский дзюдоист, призёр чемпионата России, призёр командных чемпионатов Европы, призёр чемпионата мира среди полицейских, Заслуженный мастер спорта России. Выступал в суперлёгкой (до 60 кг) и полулёгкой (до 65 кг) весовых категориях. Завершил спортивную карьеру. Президент ассоциации ветеранов дзюдо города Белгорода.

## Спортивные результаты
- Чемпионат России по дзюдо 1995 года — ;
- Минский международный турнир класса B 1997 года — ;
- Открытый чемпионат Польши по дзюдо 1997 года — 7 место;
- Тбилисский международный турнир 1997 года — 7 место;
- Минский международный турнир класса А 1998 года — ;